# Centrum Zaawansowanych Materiałów i Technologii Cezamat
Centrum Zaawansowanych Materiałów i Technologii Cezamat (zapis stylizowany: Centrum Zaawansowanych Materiałów i Technologii CEZAMAT) – ośrodek badawczo-rozwojowy, tworzony przez Konsorcjum dziewięciu warszawskich ośrodków naukowych. Cezamat to jedna z inwestycji w obszarze wysokich technologii, wpisana na Polską Mapę Drogową Infrastruktury Badawczej. Sercem Cezamatu jest Laboratorium Centralne wyposażone w nowoczesny sprzęt badawczy, do którego dostęp będzie otwarty dla pracowników naukowych, doktorantów i studentów, jak również dla polskich i zagranicznych przedsiębiorców zainteresowanych współpracą badawczo-rozwojową. Inwestycja Cezamat dofinansowana została ze środków Europejskiego Funduszu Rozwoju Regionalnego w ramach Programu Operacyjnego Innowacyjna Gospodarka 2007–2013.

## Laboratorium Centralne Cezamat

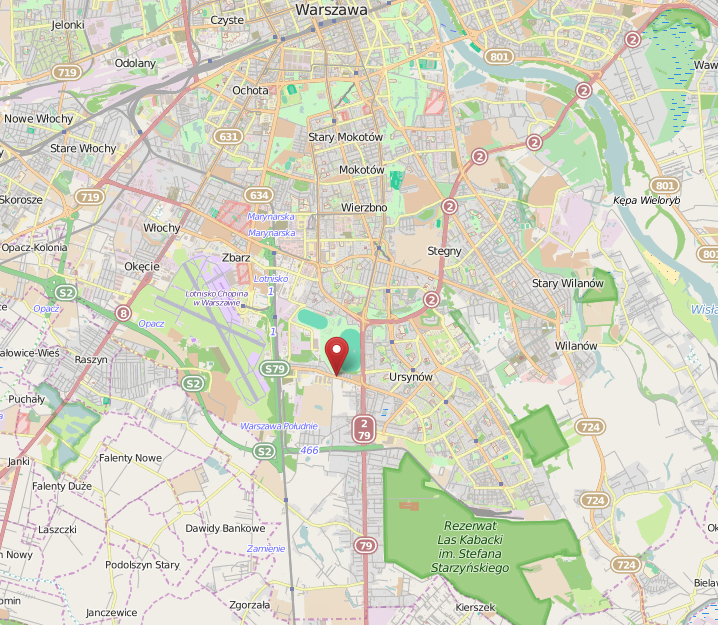
Lokalizacja Laboratorium Głównego Cezamat

Laboratorium Centralne Czamat jest zlokalizowane przy ulicy Poleczki 19 na warszawskim Ursynowie, pomiędzy ulicami: Tango i Poloneza. Projekt architektoniczno-budowlany Laboratorium Centralnego CEZAMAT obejmuje trzy budynki: budynek technologiczny (w którym znajdować się będą m.in. pomieszczenia o podwyższonej czystości oraz o szczególnie wysokiej odporności na drgania czy promieniowanie elektromagnetyczne), budynek administracyjny oraz otwarty parking naziemny. W przyszłości planowane jest stworzenie na sąsiedniej działce parku technologicznego, który będzie wspierał przepływ wiedzy i technologii między naukowcami i przedsiębiorstwami. Laboratorium Centralne Cezamatu zajmuje powierzchnię liczącą w sumie 19 561 m². Zakończenie inwestycji planowane jest na koniec 2015 roku.

## Cele
Celem Konsorcjum Cezamat jest stworzenie platformy integrującej środowisko badawcze w zakresie interdyscyplinarnych badań nad przyszłościowymi materiałami i technologiami, prowadzonych na najwyższym, światowym poziomie. Cezamat ma przed sobą także cele gospodarczo-biznesowe – realizację projektów wdrożeniowych oraz wspieranie innowacyjnych startupów. Aspiracją Cezamatu jest znalezienie się w kategorii High-tech Industry Matched Research, w której znajdują się takie znane na świecie ośrodki badawcze jak belgijski IMEC, francuskie CEA-LETI, niemiecki Fraunhofer czy amerykański Albany Nanotech.

## Zakres badawczy
Laboratorium Centralne Cezamat umożliwi prowadzenie projektów badawczych, m.in. w zakresie biotechnologii, nanotechnologii czy mikrosystemów półprzewodnikowych. Te ostatnie, czyli MOEMS-y to zminiaturyzowane optyczno-elektro-mechaniczne urządzenia (od ang. Micro-Opto-Electro-Mechanical Systems), używane m.in. w: medycynie, telekomunikacji czy transporcie. Cezamat będzie jednym z pierwszych tak dużym ośrodkiem w Polsce, mogącym prowadzić prace badawcze i przygotowawcze w zakresie wdrażania do produkcji urządzeń typu MOEMS na światowym poziomie.

## Konsorcjum
Projekt Cezamat realizowany jest przez konsorcjum, w skład którego wchodzi dziewięć ośrodków naukowych: instytuty Polskiej Akademii Nauk (Instytut Chemii Fizycznej PAN, Instytut Fizyki PAN, Instytut Wysokich Ciśnień PAN i Instytut Podstawowych Problemów Techniki PAN), Instytut Technologii Materiałów Elektronicznych, Instytut Technologii Elektronowej, Uniwersytet Warszawski, Wojskowa Akademia Techniczna oraz Politechnika Warszawska, główny beneficjent projektu.

## Kalendarium
- 19 grudnia 2007 – Uchwała Senatu w sprawie wyrażenia zgody na podpisanie przez Rektora PW umowy z Ministerstwem Nauki i Szkolnictwa Wyższego, dotyczącej przygotowania projektu indywidualnego Cezamat
- 19 grudnia 2008 – podpisanie umowy Konsorcjum Cezamat (8 jednostek naukowych)
- maj 2009 – decyzja lokalizacyjna
- 17 września 2009 – podpisanie umowy o dofinansowanie z Ministerstwem Nauki i Szkolnictwa Wyższego
- 1 lipca 2010 – pierwsze posiedzenie Rady Konsorcjum Cezamat
- listopad-grudzień 2011 – zmiana lokalizacyjna oraz ogłoszenie przetargu na wybór wykonawcy dokumentacji projektowej
- 10 kwietnia 2012– podpisanie umowy z DEDECO Sp. z o.o. na sporządzenie dokumentacji projektowej
- 18 kwietnia 2012 – założenie spółki CEZAMAT PW Sp. z o.o.
- 16 listopada 2012 – uzyskanie pozwolenia na budowę
- 13 września 2013 – wydanie decyzji przez Komisję Europejską w sprawie potwierdzenia finansowania dla projektu
- 23 września 2013 – wybór oferty Konsorcjum IDS-BUD S.A. – lider i pełnomocnik Wykonawców, Korporacja Altis-Holding z Kijowa, jako generalnego wykonawcy robót budowlanych[1]
- 28 stycznia 2014 – podpisanie umowy na roboty budowlane z IDS-BUD S.A.[2]
- 11 czerwca 2014 – przystąpienie do konsorcjum Instytutu Technologii Elektronowej
- 10 września 2014 – wbudowanie kamienia węgielnego pod budowę Laboratorium Centralnego CEZAMAT[3]
- 6 czerwca 2016 – uzyskanie pozwolenia na użytkowanie
- 31 października 2016 – odbiory końcowe i zakończenie budowy